# 不等狼牙蟹
不等狼牙蟹（学名：Lupocyclus inaequalis）为梭子蟹科狼牙蟹属的动物。分布于澳大利亚、东印度群岛、新加坡、缅甸、马达班湾以及中国大陆的南沙群岛等地，生活环境为海水，主要栖息于水深 18-94米的沙质、泥质、泥质沙以及碎贝壳底或珊瑚礁盘中。该物种的模式产地在新加坡。